# Cockerill-Ougrée
Кокеріль-Угре (фр. Cockerill-Ougrée) — колишня гірничо-металургійна компанія у Бельгії. Була однією з провідних компаній країни у своїй галузі. Виникла у 1955 році в результаті приєднання до компанії «Джон Кокеріль» зі штаб-квартирою у місті Серен компанії «Угре-Мар'є» зі штаб-квартирою у сусідньому місті Угре. У 1966 році компанія поглинула ще одну провідну металургійну компанію Бельгії — «Провіданс», в результаті чого утворилася компанія «Кокеріль-Угре-Провіданс».
У 1957 році, невдовзі після утворення, компанія «Кокеріль-Угре» виробляла 2 млн тонн сталі на рік, на її підприємствах працювало 45000 працівників і службовців.

## Виноски
1. ↑   Fusulier, Bernard; Vandewattyne, Jean; Lomba, Cédric (2003). Kaléidoscope d'une modernisation industrielle. Usinor-Cockrill Sambre-Arcelor. Presses univ. de Louvain. ISBN 9782930344126. p. 61. (фр.)